# Robert de Marguerye
Pour les articles homonymes, voir Marguerye.
Robert Marie Gabriel Alfred de Marguerye (Thenon, 21 novembre 1865-Le Chesnay, 15 décembre 1929), est un officier de marine français.

## Biographie
Il entre à l'École navale en octobre 1882 et en sort aspirant de 2e classe en août 1884. Aspirant de 1re classe (octobre 1885), il prend part sur le Duchaffault à une campagne en Nouvelle-Calédonie (1886-1887).
Enseigne de vaisseau (octobre 1887), il embarque sur le Guichen en Méditerranée et passe sur le Corse et sur la Couleuvrine (1888-1890) puis, au Levant, sur le croiseur Cécille (1891-1892).
Lieutenant de vaisseau (juin 1892), second de la canonnière Achéron à Toulon, il commande sur la Couronne, en 1895-1896, une escouade d'apprentis canonniers et devient en 1896, canonnier sur la Cécille. Officier instructeur sur l'école d'application des aspirants Iphigénie (1897), il devient, en 1900, élève de l'École supérieure de marine et sert en 1901-1902 sur l' Isly puis en 1903 sur le Lavoisier à la division de Terre-Neuve et d'Islande.
Il commande en 1904 un torpilleur de défense mobile en Tunisie puis est envoyé à l’État-major général en 1905. Promu capitaine de frégate (mai 1907), second du Tourville à la station des écoles de canonnage, il est le commandant en 1912-1913 du Carabinier et d'une escadrille de torpilleurs en escadre de Méditerranée.
Capitaine de vaisseau (septembre 1913), il commande le cuirassé Suffren dans l'escadre de l'amiral Émile Guépratte aux Dardanelles et se fait remarquer lors de l’attaque du 18 mars 1915 et dans toutes les opérations suivantes.
En 1916, il est nommé au commandement de la marine à Rouen. Sous-chef d'état-major de la marine (juillet 1917), il est promu contre-amiral en janvier 1918.
Commandant supérieur de la marine, chef d'exploitation du groupe des ports de la Loire, il devient chef de la défense du 3e arrondissement de Lorient en mai 1919.
Chef des services offensifs et défensifs du 5e arrondissement à Toulon (1920), sous-chef d'état-major général (juillet 1921), il est promu vice-amiral en mars 1924 et devient en octobre de la même année préfet maritime de Cherbourg ainsi que chef des frontières maritimes de la Manche. Il prend sa retraite en novembre 1927.

## Distinctions
- Grand officier de la Légion d'honneur (11 juillet 1922)
  -  Commandeur de la Légion d'honneur (14 juillet 1916)
  -  Officier de la Légion d'honneur (11 juillet 1914)
  -  Chevalier de la Légion d'honneur (12 juillet 1898)